# متلازمة كرست
غالبا ما يشار إلى تصلب الجلد المجموعي (بالإنجليزية: The limited cutaneous form of systemic scleroderma)‏باسم متلازمة كرست، حيث أن «كرست» هو اختصار للمزايا الخمسة التي يتصف بها وهي:
- الكلاس الجلدي Calcinosis
- متلازمة رينو Raynaud's syndrome
- اضطراب في وظيفة المصرة المريئية السفلية Esophageal dysmotility
- تصلب الأصابع Sclerodactyly
- توسع الشعيرات Telangiectasia

وهي نوع من تصلب الجلد الذي يرتبط بالأجسام المضادة التي تهاجم القسيم المركزي دون الكليتين. وفي حال إصابة الرئتين ينتج عنه ارتفاع في الضغط الشرياني الرئوي.
كما تعد متلازمة كرست التهابا روماتزمياً عادة ما يؤدي إلى الإصابة بالمزيد من الأمراض التي تفوق الأعراض الخمسة المذكورة أعلاه.
يصاب المرضى الذين يعانون من هذا المرض بارتفاع الضغط الشرياني الرئوي الذي قد يؤدي إلى قصور القلب. كما قد يؤدي تخثر الأوعية وتصلب الشرايين إلى بتر الأصابع. ومن الممكن أن يصاب المريض بتقرحات في الساق نتيجة لانفجار الأوعية الدموية أو ترقق الجلد وهذا يؤدي إلى التهابات مزمنة. وقد يعاني المريض المصاب بمتلازمة كرست من أعراض أخرى كصعوبة في التنفس والإرهاق والضعف والدوار إضافة إلى جروح لا تشفى بشكل كامل.
يعود أصل هذه المتلازمة إلى الجهاز المناعي حيث يتم إنتاج الأجسام المضادة للنواة والأجسام المضادة للقسيم المركزي. لا يوجد دليل يثبت أن للأجسام المضادة دور في إصابة الجسم بأعراض المرض، كما لا يوجد أسباب معدية معروفة.
لا يوجد علاج لهذا المرض حيث لا يوجد علاج لمرض تصلب الجلد بشكل عام. يتطور هذا المرض ببطء لذا يجب فحصه وعلاجه حالما يتم تشخيصه وذلك من خلال وصف أدوية مثبطة للمناعة. هناك علاجات قد تخفف من أعراض ارتجاع المريء وارتفاع ضغط الشريان الرئوي ومتلازمة رينو.

## وصلات خارجية
- http://www.plasma-sy.com/node/14677?quicktabs_3=1
- http://www.hakeem-sy.com/main/node/20286
- http://www.lookfordiagnosis.com/images.php?term=Crest+Syndrome&lang=1&from2=60
- http://emedicine.medscape.com/article/1064663-overview